# Earl of March
Earl of March ist ein erblicher britischer Adelstitel, der viermal in der Peerage of Scotland und teils parallel viermal in der Peerage of England verliehen wurde.
Die schottischen Titel beziehen sich auf die Grenzregion Schottlands mit England (Scottish Marches), die englischen beziehen sich auf die Grenzregionen Englands mit Wales (Welsh Marches). Titelinhaber waren ursprünglich Angehörige des Hochadels, die in den betroffenen Gebieten Grundbesitz hatten. Bei den späteren Verleihungen handelt es sich um reine Titulaturen ohne besondere Machtbefugnis in den Grenzmarken.

## Earls of March in der Peerage of Scotland
Im schottischen Adel war der Titel Earl of March zunächst nur ein Alternativname für die Earls of Dunbar (zuvor: Earl of Lothian). Sie stammten von Gospatric, Earl of Northumbria ab, dessen Besitztümer im 11. Jahrhundert auf englischer Seite an der schottischen Grenze lagen. Er wurde abgesetzt und floh nach Schottland, wo König Malcolm III. (Máel Coluim III.) ihn aufnahm und ihm Dunbar und Umgebung gab. Seine Nachfolger regierten die Mark und legten sich ab Patrick Dunbar, 7. Earl of Dunbar den Alternativnamen Earl of March zu. Der letzte Earl, der diesen offiziell nicht bestätigten Titel nutzte, war George de Dunbar, 11. Earl of Dunbar († 1457), dessen Hauptbesitz an die Krone ging, wofür er mit einer „leeren“ Earlswürde entschädigt wurde. Er zog sich daraufhin auf die ihm verbliebenen Güter in Fife zurück.
Die nächste Verleihung des Titels ging 1455 an Alexander Stewart, der wenig später auch zum Duke of Albany erhoben wurde. Mit dem Tod seines Nachfolgers John erloschen Duke- und Earlswürde 1536. Eine weitere Verleihung ging am 5. März 1580 an Robert Stewart, zusammen mit dem nachgeordneten Titel Lord (of) Dunbar. Die Verleihung erfolgte als Entschädigung für den Titel Earl of Lennox, auf den Robert im Gegenzug verzichtet hatte. Bei dessen kinderlosem Tod 1586, erlosch der Titel erneut.
Die bislang letzte Verleihung erfolgte am 20. April 1697 an William Douglas, einem jüngeren Sohn des 1. Marquess of Queensberry. Zusammen mit der Earlswürde wurden ihm die nachgeordneten Titel Viscount of Peebles und Lord Douglas of Neidpath, Lyne and Munard verliehen. Der dritte Earl, ebenfalls mit Namen William Douglas, war Earl of March, Marquess und Duke of Queensberry. Nach dessen Tod wurden die Titel auf drei Erben aufgeteilt. Duke wurde Henry Scott, 3. Duke of Buccleuch, das Marquessat ging an Robert Douglas, die Earlswürde an Francis Wemyss-Chateris, der zuvor den Titel eines Earl of Wemyss geerbt hatte. Seitdem sind der Earl of March und der Earl of Wemyss in der Peerage of Scotland in Personalunion.

### Schottische Earls of March, erste Verleihung (um 1072)
Siehe Earl of Dunbar

### Schottische Earls of March, zweite Verleihung (1455)
- Alexander Stewart, 1. Duke of Albany, 1. Earl of March (um 1454–1485)
- John Stewart, 2. Duke of Albany, 2. Earl of March (1481–1536)

### Schottische Earls of March, dritte Verleihung (1580)
- Robert Stewart, 1. Earl of March († 1586)

### Schottische Earls of March, vierte Verleihung (1697)
- William Douglas, 1. Earl of March (um 1665–1705)
- William Douglas, 2. Earl of March (um 1696–1731)
- William Douglas, 4. Duke of Queensberry, 3. Earl of March (1725–1810)
- Francis Douglas, 8. Earl of Wemyss, 4. Earl of March (1772–1853)
- Francis Wemyss-Charteris, 9. Earl of Wemyss, 5. Earl of March (1796–1883)
- Francis Charteris, 10. Earl of Wemyss, 6. Earl of March (1818–1914)
- Hugo Charteris, 11. Earl of Wemyss, 7. Earl of March (1857–1937)
- David Charteris, 12. Earl of Wemyss, 8. Earl of March (1912–2008)
- James Charteris, 13. Earl of Wemyss, 9. Earl of March (* 1948)

Titelerbe (Heir Apparent) ist der Sohn des Titelinhabers, Richard Charteris, Lord Elcho (* 1984).

## Earls of March in der Peerage of England
Die Earls of March an der walisischen Grenze stammen von Roger Mortimer ab, dem dieser Titel 1328 in der Peerage of England verliehen wurde. Er verlor seinen Titel 1330 wegen Hochverrats, seinem Nachkommen Roger gelange es jedoch, ihn 24 Jahre später zurückzuerhalten. Mit dem Tod des fünften Earls gab es keine Mortimers mehr, die vom ersten Earl abstammten, so dass der Titel an Richard Plantagenet ging, den 3. Duke of York, der ihn an seinen Sohn, den späteren König Eduard IV. vererbte, wodurch die Earlswürde mit der Krone verschmolz.
In der Peerage of England lebte der Titel wieder auf, als Eduard Plantagenet, Duke of Cornwall, am 18. Juli 1479 auch zum Earl of March und Earl of Pembroke ernannt wurde. 1483 wurde er als Eduard V. König, wodurch seine Adelstitel mit der Krone verschmolzen.
Die nächste englische Verleihung ging am 7. Juni 1619 an Esmé Stewart, 3. Duke of Lennox, zusammen mit dem nachgeordneten Titel Baron Stuart of Leighton Bromswold, of Leighton Bromswold in the County of Huntingdon. Dessen Nachfolger hielten die Earlswürde bis zum sechsten Duke, mit dessen Tod die Titel 1672 erloschen. Die bislang letzte Verleihung erfolgte am 9. August 1675 an Charles Lennox, der zugleich zum Duke of Richmond und einen Monat später auch zum Duke of Lennox erhoben wurde. Dessen Nachkommen halten den Titel bis heute.

### Englische Earls of March, erste Verleihung (1328)
- Roger Mortimer, 1. Earl of March (1287–1330) (Titel verwirkt 1330)
- Roger Mortimer, 2. Earl of March (1328–1360) (Titel wiederhergestellt 1354)
- Edmund Mortimer, 3. Earl of March (1352–1381)
- Roger Mortimer, 4. Earl of March (1374–1398)
- Edmund Mortimer, 5. Earl of March (1391–1425)
- Richard Plantagenet, 3. Duke of York, 6. Earl of March (1411–1460)
- Eduard, 4. Duke of York, 7. Earl of March (1442–1483) (1461 König)

### Englische Earls of March, zweite Verleihung (1479)
- Eduard, Duke of Cornwall, 1. Earl of March (1470–1483) (1483 König)

### Englische Earls of March, dritte Verleihung (1619)
- Esmé Stewart, 3. Duke of Lennox, 1. Earl of March (1579–1624)
- James Stewart, 4. Duke of Lennox, 2. Earl of March (1612–1655)
- Esmé Stewart, 5. Duke of Lennox, 3. Earl of March (1649–1660)
- Charles Stewart, 6. Duke of Lennox, 4. Earl of March (1639–1672)

### Englische Earls of March, vierte Verleihung (1675)
- Charles Lennox, 1. Duke of Richmond, 1. Duke of Lennox, 1. Earl of March (1672–1723)
- Charles Lennox, 2. Duke of Richmond, 2. Duke of Lennox, 2. Earl of March (1701–1750)
- Charles Lennox, 3. Duke of Richmond, 3. Duke of Lennox, 3. Earl of March (1735–1806)
- Charles Lennox, 4. Duke of Richmond, 4. Duke of Lennox, 4. Earl of March (1764–1819)
- Charles Gordon-Lennox, 5. Duke of Richmond, 5. Duke of Lennox, 5. Earl of March (1791–1860)
- Charles Gordon-Lennox, 6. Duke of Richmond, 6. Duke of Lennox, 1. Duke of Gordon, 6. Earl of March (1818–1903)
- Charles Gordon-Lennox, 7. Duke of Richmond, 7. Duke of Lennox, 2. Duke of Gordon, 7. Earl of March (1845–1928)
- Charles Gordon-Lennox, 8. Duke of Richmond, 8. Duke of Lennox, 3. Duke of Gordon, 8. Earl of March (1870–1935)
- Frederick Gordon-Lennox, 9. Duke of Richmond, 9. Duke of Lennox, 4. Duke of Gordon, 9. Earl of March (1904–1989)
- Charles Gordon-Lennox, 10. Duke of Richmond, 10. Duke of Lennox, 5. Duke of Gordon, 10. Earl of March (1929–2017)
- Charles Gordon-Lennox, 11. Duke of Richmond, 11. Duke of Lennox, 6. Duke of Gordon, 11. Earl of March (* 1955)

Titelerbe (Heir Apparent) ist der Sohn des aktuellen Titelinhabers Charles Henry Gordon-Lennox, Earl of March and Kinrara (* 1994).